# Ogniwo Sopot (rugby)
Ogniwo Sopot – polski klub rugby z siedzibą w Sopocie założony 23 czerwca 1966 przez Mieczysława Opiekę i Zbigniewa Kulentego jako sekcja rugby wielosekcyjnego MKS Ogniwo Sopot. Jeden z najbardziej utytułowanych klubów rugby w Polsce. Jedenastokrotny mistrz Polski i dziesięciokrotny zdobywca Pucharu Polski. Obecnie gra w Ekstralidze.

## Historia
Początki sekcji rugby sięgają 1963, kiedy do zarządu MKS Ogniwo wpłynął wniosek o powołanie drużyny. Sopocki klub został przyjęty do Polskiego Związku Rugby dopiero 23 czerwca 1966. Data rejestracji w związku uważana jest za powstanie sekcji rugby Ogniwa. W 1967 drużyna rozegrała swój pierwszy ligowy sezon. Po dwóch latach występów sekcja została rozwiązana. W 1971 drużyna została reaktywowana. Wraz z zatrudnieniem w 1976 Edwarda Hodury rozpoczął się złoty okres klubu. Juniorzy i kadeci zdobyli pod wodzą Hodury medale mistrzostw Polski. W 1983 seniorzy trenowani przez Hodurę awansowali do I ligi. Od 1 kwietnia 1984 do 4 czerwca 2011 Ogniwo występowało nieprzerwanie w ekstralidze. W 1987 seniorzy zdobyli pierwsze mistrzostwo oraz puchar kraju.
W 2011 po przegranych barażach o utrzymanie w ekstralidze z Juvenią Kraków drużyna Ogniwa spadła do I ligi. W 2013 ponownie awansowała do ekstraligi, w 2017, 2018, a następnie w 2022, 2023 i 2024 sięgnęła po wicemistrzostwo Polski, a w 2019 i 2021 po mistrzostwo.

## Sukcesy

### Seniorzy
- Mistrzostwo Polski: 1987, 1989, 1990, 1991, 1992, 1993, 1997, 1999, 2003, 2019[5], 2021[6]
- Wicemistrzostwo Polski: 1988, 1994, 1995, 1996, 1998, 2001, 2017, 2018, 2022[2], 2023[3], 2024[4]
- Trzecie miejsce: 2002, 2016, 2025[7]
- Puchar Polski: 1987, 1988, 1989, 1991, 1993, 1995, 1998, 1999, 2001, 2020

### Juniorzy
- Mistrzostwo Polski: 1971, 1972, 1974, 1975, 1976, 1977, 1978, 1986, 1989, 1990, 1991, 1996, 2003, 2004, 2005, 2007, 2009

### Rugby 7
- Mistrzostwo Polski: 1996, 1997
- Wicemistrzostwo Polski: 1998
- Trzecie miejsce: 2003